# Bilgenentöler

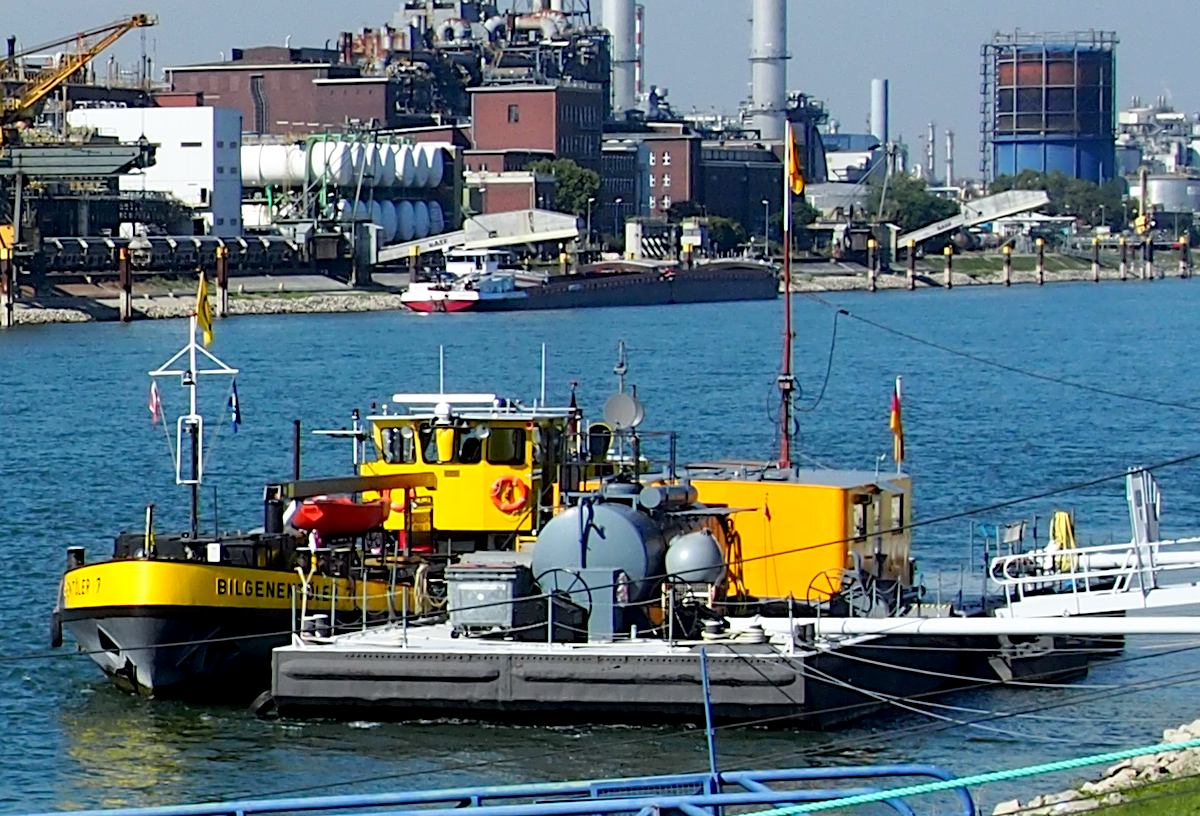
Bilgenentöler 7 am Bilgenponton in Mannheim

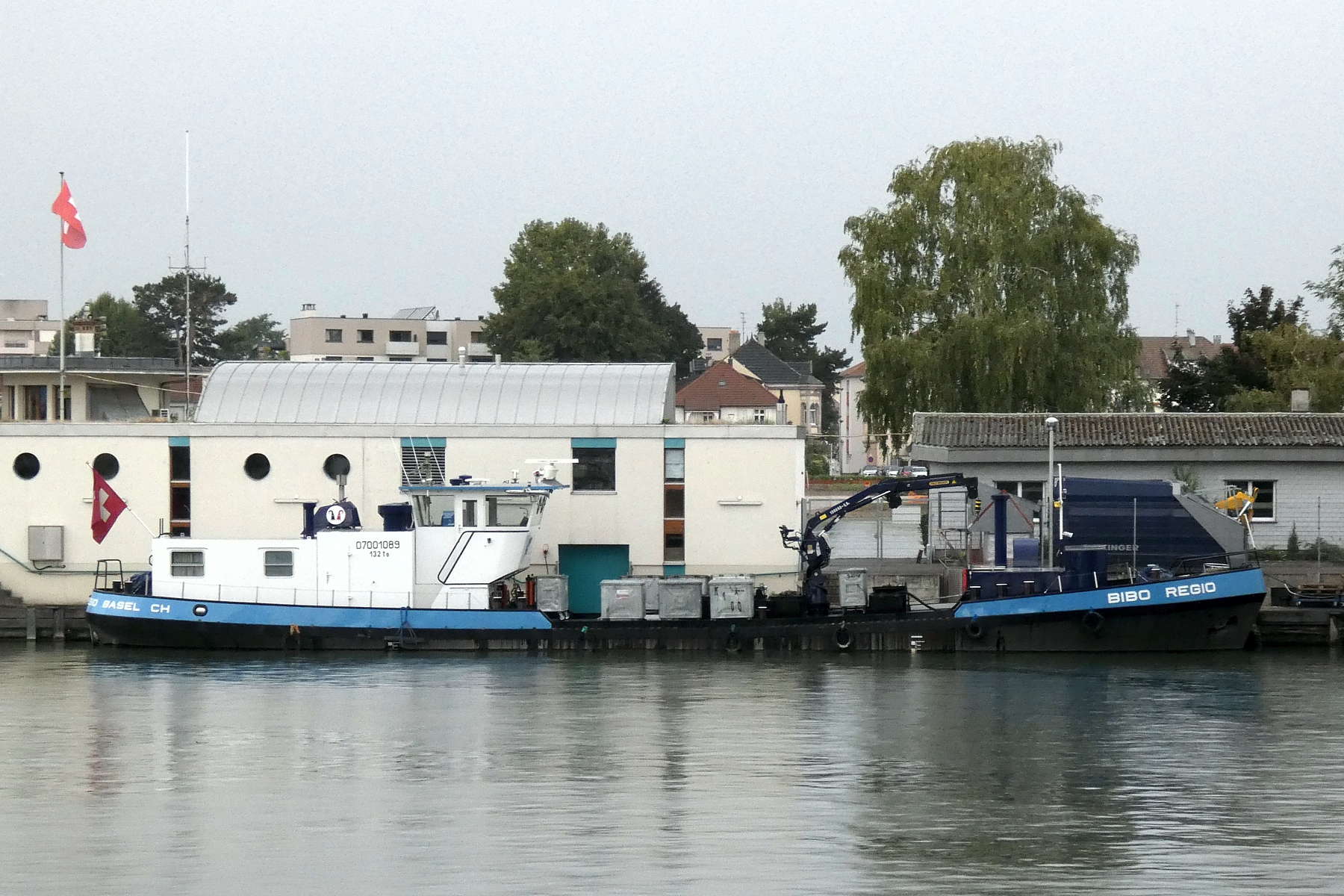
Bilgenentöler im Hafen von Basel

Ein Bilgenentöler ist ein Schiff, das insbesondere in der Binnenschifffahrt Ölabfälle von Motorschiffen einsammelt und entsorgt. Die Hauptaufgabe besteht darin, das ölhaltige Bilgewasser abzupumpen. Das Bilgewasser ist ein Wasser-Öl-Gemisch aus der sogenannten Bilge. Das Bilgewasser wird anschließend direkt auf dem Bilgenentöler in Wasser und Altöl getrennt. Das Wasser wird nach Filterung wieder dem Flusswasser zugeführt, während das Altöl in Tanks gesammelt und später an Abgabestellen zur umweltgerechten Entsorgung abgeliefert wird.
Als Bilgenentöler werden auch Anlagen an Bord von Seeschiffen bezeichnet, die das Bilgenwasser entsprechend den gesetzlichen Grundlagen aufbereiten. Das Klarwasser mit einem Restölgehalt von max. 15 ppm (in einigen speziellen Schutzzonen auch 5 ppm entsprechend der IMO-Resolution MEPC.107(49)) kann ins Meer abgelassen werden, während der Ölschlamm entweder mit dem Schweröl in der Antriebsmaschine verbrannt wird oder an Land als Sondermüll entsorgt werden muss.
Beim heute erfolgreichsten Verfahren zur Ölabtrennung wird das Bilgenwasser von einer Exzenterschneckenpumpe in einen mit einem oleophilen Gewebe gefüllten Behälter gesaugt. Kleine Öltropfen bleiben am Gewebe hängen und koaleszieren zu großen Tropfen, die aufgrund der Dichtedifferenz in den oberen Bereich des Behälters aufsteigen. Sowie sich dort eine gewisse Menge Öl angesammelt hat, wird ein Ablassventil geöffnet und der Schlamm heraus gedrückt.
Das Klarwasser wird im unteren Bereich durch die Exzenterschneckenpumpe abgezogen und in einem geeichten Messgerät analysiert. Sofern das Wasser den Grenzwert unterschreitet, wird es außenbords geleitet. Bei Überschreiten des Grenzwerts wird das Wasser über eine zweite Stufe mit Adsorbern geführt, erneut analysiert und entweder aus dem Schiff gepumpt oder in die Bilge rezirkuliert.
Je nach Menge des anfallenden Bilgenwassers bzw. Größe des Schiffes sind Entöler mit Kapazitäten zwischen 0,1 und 10 m³/h erhältlich.

## Binnenschifffahrt
Auf den deutschen Teilen von Rhein, Main, Mosel, Neckar, den anschließenden Kanälen und der Donau werden sieben Bilgenentöler eingesetzt. Diese Boote sammeln neben dem Bilgenwasser auch Altöl, ölverschmutzte Abfälle, wie Putzlappen, gebrauchte Ölfilter und leere Ölgebinde ein. Die Filterung des Bilgenwassers erfolgt an Bord der Boote, das gereinigte Wasser wird wieder nach Außenbord geleitet. Die Boote werden fahrplanmäßig eingesetzt. Im Schweizer Bereich gibt es mit der Bibo Regio ein vergleichbares Schiff.
Über den 1965 gegründeten Bilgenentwässerungsverband werden auch einige stationäre Entsorger, Pontons und Entsorgung durch Straßenfahrzeuge angeboten. Über das Übereinkommen über die Sammlung, Abgabe und Annahme von Abfällen in der Rhein- und Binnenschifffahrt (CDNI; La Convention relative à la collecte, au dépôt et à la réception de déchets en navigation rhénane et intérieure) zwischen den Staaten Belgien, Deutschland, Frankreich, Luxemburg, Niederlande und Schweiz ist der internationale Ausgleich geregelt. Seit 1. Januar 2011 wird es durch Abgaben beim Tanken von mineralölsteuerbefreitem Treibstoff (d. h.: auch Behördenschiffe, keine Seeschiffe) finanziert, die auf einem CDNI-ECO-Konto mittels ECO-Karten gutgeschrieben wird.

### Liste der deutschen Schiffe
| Name             | Baujahr | Länge   | Breite | Tonnage | Einsatzbereich                       | Bild  |
| Bilgenentöler 1  | 1926    | 22,6 m  | 4,3 m  | 11 t    | Regensburg                           | Foto  |
| Bilgenentöler 4  | 1966    | 25,1 m  | 4,7 m  | 84 t    | Duisburg, Niederrhein                | Foto  |
| Bilgenentöler 5  | 1900    | 25,0 m  | 4,5 m  | 80 t    | Westdeutsche Kanäle, Ems             |       |
| Bilgenentöler 6  | 1923    | 25,1 m  | 5,2 m  | 80 t    | Mainz, Wiesbaden, Frankfurt          | Foto  |
| Bilgenentöler 7  | 1973    | 34,0 m  | 6,5 m  | 164 t   | Mannheim, Oberrhein, Neckar          |       |
| Bilgenentöler 8  | 1976    | 39,0 m  | 6,5 m  | 220 t   | Mittelrhein, Mosel, Saar, Main       |       |
| Bilgenentöler 9  | 1951    | 27,7 m  | 5,6 m  | 97 t    | Duisburg                             |       |
| Bilgenentöler 10 | 2016    | 39,7 m  | 7,3 m  | 214 t   | Regensburg, Passau                   |       |
| Wendelin         |         | 25,00 m | 4,6 m  | 83 t    | Minden, Mittellandkanal, Mittelweser | Fotos |